# Wildlife Conservation Society
A Wildlife Conservation Society (WCS) é uma organização não governamental com base no Zoológico do Bronx fundada em 1895 com o nome de New York Zoological Society (NYZS) e que atualmente administra 200 km2 de reservas selvagens ao redor do mundo, com mais de 500 projetos de conservação em 69 países, e 200 cientistas. Ela também possui 5 instalações na cidade de Nova Iorque: o Zoológico do Bronx, Zoológico do Central Park, Aquário de Nova Iorque, Zoológico do Prospect Park e Zoológico do Queens os quais juntos somam mais de 4 milhões de visitantes por ano.